# Владимировка (Тюльганський район)
Влади́мировка (рос. Владимировка) — село у складі Тюльганського району Оренбурзької області, Росія.

## Населення
Населення — 356 осіб (2010; 379 у 2002).
Національний склад (станом на 2002 рік):
- росіяни — 39 %
- башкири — 33 %